# 一滴淚兩種味
《一滴淚兩種味》是台湾歌手林慧萍的第三張單曲專輯，由米樂士娛樂于2010年11月25日發行。
專輯包裝兩款限量2010套精裝版，分別為《濃情月光版》與《深情日光版》；並加贈MV與MV拍攝全紀錄DVD。

## 專輯曲目
| 曲序 | 曲名                                | 作詞 | 作曲   | 編曲   | 製作人 | 長度 | 備註         |
| 01   | 一滴淚兩種味 （Original Version）   | 十方 | 方文良 | 許恆瑞 | 方文良 | 4:45 |              |
| 02   | 一滴淚兩種味 （深秋回憶吟唱版）     | 十方 | 方文良 | 許恆瑞 | 方文良 | 2:35 |              |
| 03   | 一滴淚兩種味 （淒美低音二胡獨奏版） |      | 方文良 | 許恆瑞 | 方文良 | 4:45 | 演奏：陳志昇 |
| 04   | 一滴淚兩種味 （深情吉他獨奏版）     |      | 方文良 | 吳俊毅 | 方文良 | 4:27 | 演奏：吳俊毅 |
| 04   | 一滴淚兩種味 （KARAOKE版）          |      | 方文良 | 吳俊毅 | 方文良 | 4:44 |              |

## 專輯版本
- CD
  - 《濃情月光版》與《深情日光版》2010年11月25日米樂士娛樂發行